# 爱知银行
爱知银行（英語：Aichi Bank，東證1部：8527）是一家日本银行。

## 历史

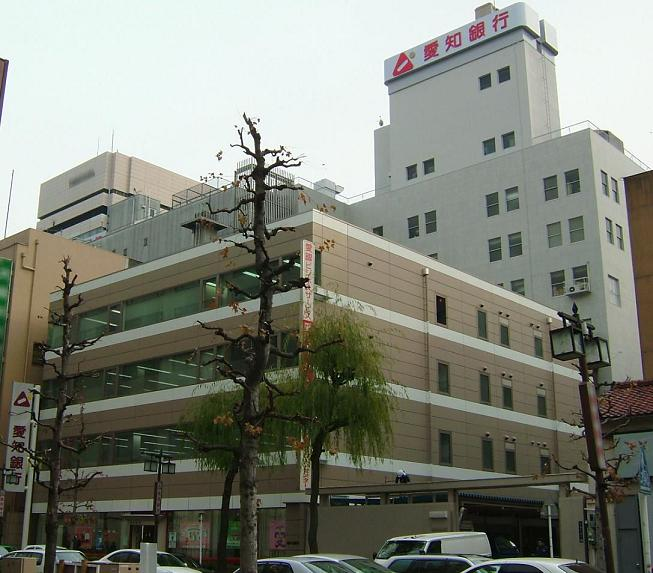
银行总部

1910年9月17日在爱知县名古屋市创建，1961年在名古屋证券交易所挂牌上市。2002年在东京证券交易所挂牌上市。